# ГЕС Едселе
ГЕС Едселе – гідроелектростанція у центральній частині Швеції. Розташована між ГЕС Ramsele (вище по течії) та ГЕС Forsse, входить до складу каскаду на річці Факсельвен, правій притоці Онгерманельвен, яка впадає в Ботнічну затоку Балтійського моря за півтори сотні кілометрів на південний захід від Умео.
Перша електростанція на місці сучасної ГЕС Edsele була споруджена у 1915-1918 роках та мала потужність у 9,2 МВт. В 1947-му її підсилили до 17 МВт, а в 1965 році замінили станцією з показником у 60 МВт.
Наразі долину річки перекриває гребля висотою 18 метрів. Споруджений поряд з нею у лівобережному масиві машинний зал обладнано двома турбінами типу Каплан, які при напорі у 28 метрів забезпечують виробництво 330 млн кВт-год електроенергії на рік.
На станції реалізовано поширений у скандинавських країнах тип деривації, котрий дозволяє максимізувати використання падіння річки на ділянці порогів. Хоча машинний зал розташований прямо біля греблі, проте відпрацьована вода перед поверненням у Факсельвен прямує паралельно до неї по відвідному каналу довжиною 1 км, при цьому ділянка каналу дещо більша за 0,2 км проходить через тунель.